# Бубеле
Бубеле (пол. Bubele) — село в Польщі, у гміні Сейни Сейненського повіту Підляського воєводства.
Населення — 120 осіб (2011).
У 1975-1998 роках село належало до Сувальського воєводства.

## Демографія
Демографічна структура станом на 31 березня 2011 року:
|          | Загалом | Допрацездатний вік | Працездатний вік | Постпрацездатний вік |
| -------- | ------- | ------------------ | ---------------- | -------------------- |
| Чоловіки | 64      | 18                 | 40               | 6                    |
| Жінки    | 56      | 13                 | 27               | 16                   |
| Разом    | 120     | 31                 | 67               | 22                   |